# Naryner Zentralmoschee
Die Naryner Zentralmoschee benannt nach Aziret Ali (auch Blaue Moschee Naryn) ist die Zentralmoschee der kirgisischen Stadt Naryn. In ihr können bis zu 400 Menschen gleichzeitig beten. Sie verfügt weiterhin über einen Schlafsaal mit 50 Betten. 2017 wurde auf dem Gelände der Moschee eine kleinere Medrese eröffnet.
Der ortsbildprägende Bau wurde 1993 oder 1995 und verfügt über ein Minarett, eine Kuppel aus Blech und blau gehaltene Außenwände. Die Außenwände sind mit an Jurten angelehnten Ornamenten verziert. Er liegt im Westen der am Naryn entlanggestreckten Stadt an der Uliza Lenina, der Hauptstraße Naryns.